# Kamenný most v Březnici
Kamenný most překlenuje řeku Skalici (Vlčavu) v katastrálním území Březnice v okrese Příbram, je zdoben čtyřmi pískovcovými sochami. Most se sochami je chráněnou kulturní památkou ČR.

## Historie
Silniční kamenný most, který spojuje historické jádro města se zámeckým areálem, byl postaven v roce 1899 na místě původního kamenného mostu. V stabilním katastru z let 1824–1843 na tomto místě je zakreslený dřevěný most. Na začátku 19. století byl postaven čtyřobloukový kamenný most. Na nový most z roku 1899 byly roce 1901 osazeny restaurované sochy.

## Popis
Most je kamenný se třemi segmentovými oblouky a dlouhým nájezdem na východní straně. Je dlouhý 34,4 m, široký 8,5 m, oblouky mají rozpětí deset metrů. Ke zdění oblouků, pilířů a parapetů je použito opracovaných kvádrů. K vyplnění trojúhelníkových prostor mezi oblouky a parapety (cviklů) je použité kyklopské zdivo. Most byl postaven podle projektu Ing. J. Kodla z Písku. Přes most vede silnice II/147. Na mostě na západním nároží je pamětní deska s datací 1899.
Na obou koncích mostu jsou na širokých žulových pilířích se sokly, hladkými dříky a hranolovými římsovými hlavicemi umístěny čtyři pískovcové sochy, které sem byly přesunuty z bývalého kamenného mostu a po zrestaurování osazeny v roce 1901.

### Svatý Jan Nepomucký
Na jihovýchodním pilíři stojí pískovcová klasicistní socha svatého Jana Nepomuckého. Na římsu pilíře na deskový plintus je usazen nízký čtyřboký žulový sokl, který na hranolové patce má  konvexokávně prohnutý dřík a neprofilovanou římsovou hlavici. Na čelní straně patky je vytesána datace 1812. OB. 1901.
Socha světce orientovaná čelem k severu vysoká 1,7 m stojí v kontrapostu pravé nohy pokrčené v koleni a opřené o nízkou podložku. V náručí drží kříž s korpusem. Je oblečen v tradičním šatu. Hlava s delšími vlasy a zastřiženým vousem je nakloněná k levému rameni a krytá biretem. Nad hlavou je kruhová drátěná pozlacená svatozář s pěti šesticípými hvězdami.

### Svatý Dismas
Na severovýchodním pilíři je barokní socha svatého Dismase vysoká 1,7–1,8 m, která stojí na stejném podstavci jako protější socha Jana Nepomuckého. Na patce je vytesána datace 1750 OB 1901 a patce pod sochou je nápis S. DISMAS. 
Socha orientována tváří na jih stojí esovitě prohnutá v kontrapostu s obnaženou vysunutou levou nohou opřenou o terénní nerovnost. Je oděna do dlouhého řaseného pláště, který je sepnutý na rameni řemenem. Horní část těla je obnažená. Pohublá zakloněná hlava s pootevřenými ústy a rozcuchanými vlasy je ovinuta šátkem. Světec v levé ruce drží vysoký kříž z neotesané kulatiny. Pravá ruka je položena na prsou v gestu kajícího se hříšníka. Sochu vytvořil Jan Hammer starší.

### Panna Marie Bolestná
Na jihozápadním pilíři je barokní socha Panny Marie Bolestné vysoká 1,9–2 m stojící na stejném podstavci jako předchozí světci.  Na patce je vytesána datace 1748 OB 1901,
Socha světice orientovaná čelem k severu stojí v kontrapostu s váhou na pravé noze. Vysunutá levá  noha se zřetelně rýsuje pod záhyby drapérie.Tělo je prohnuté do mírného záklonu s pohledem šikmo vzhůru. Na dlouhém spodním rouchu má svrchní řasený plášť, který v záhybech splývá z pravého ramene. Vytočená hlava k levému rameni je krytá rouškou. Před tělem má pozdvižené sepjaté ruce. Sochu vytvořil Jan Hammer starší.

### Kalvárie
Na severozápadním pilíři je barokní sousoší vysoké 2,5 m postavené na deskovém plintu, na němž je datace 1750 OB 1901. Ve středu sousoší je hraněný kříž s prohnutým Kristovým tělem v tradiční poloze. Hlava Ježíše je svěšena k pravému rameni, kolem boku má zřasenou bederní roušku. Na levé straně paty kříže v pokleku na jenom koleni je svatá Maří Magdaléna, znázorněna jako mladá prostovlasá žena se zkříženýma rukama na prsou a mírně zakloněnou hlavou. Oděv tvoří dlouhý zřasený šat stažený v pase a nad lokty vyhrnutými rukávy. Základnu pokrývají obláčky, které stoupají vzhůru v oblouku podél kříže za Kristovými zády nad hlavu svaté Maří Magdalény a dále obtáčejí i zadní stranu kříže. Vpravo dole z obláčku se vynořuje postavička spoře oděného andílka nad ním se vznáší další andílek. V úrovni Ježíšova hrudníku jsou po obou stranách symetricky rozmístěné dvě dvojice okřídlených hlaviček andílků. Na vrcholu kříže je vlající nápisová blána s monogramem I. N. R. I. Sousoší vytvořil Jan Hammer starší v čimelických dílnách.

## Galerie

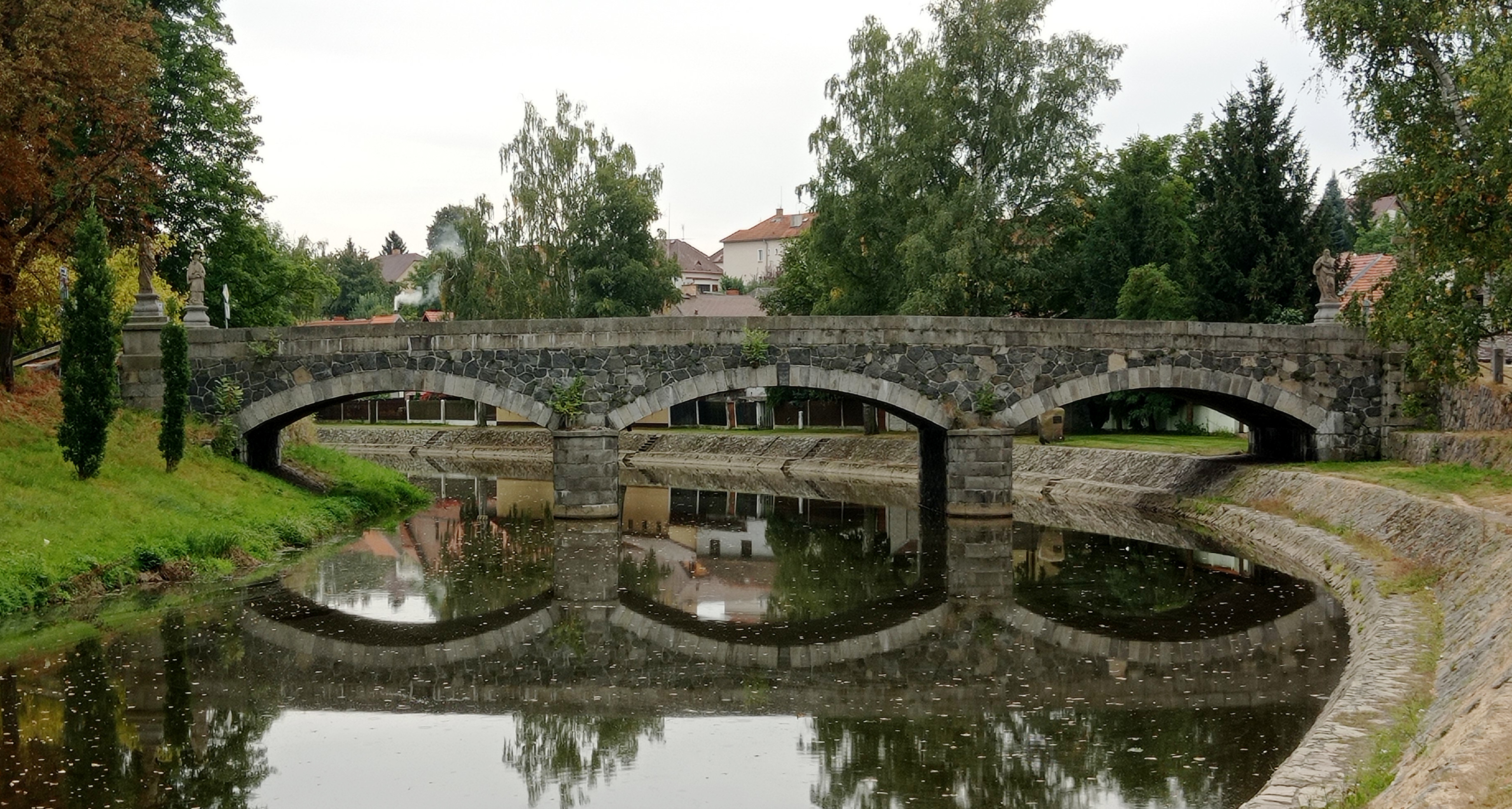
Silniční kamenný most přes Skalici
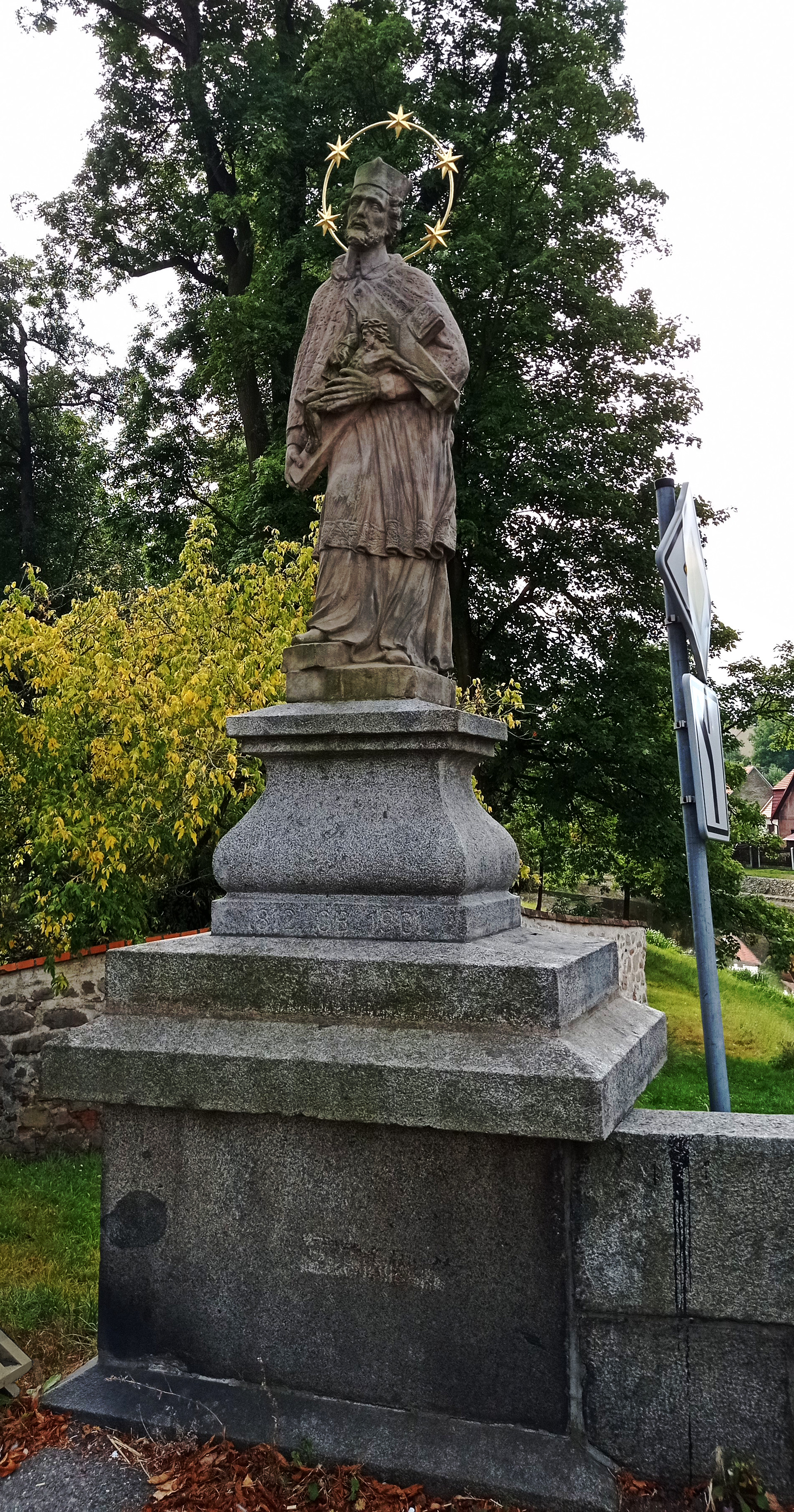
Svatý Jan Nepomucký
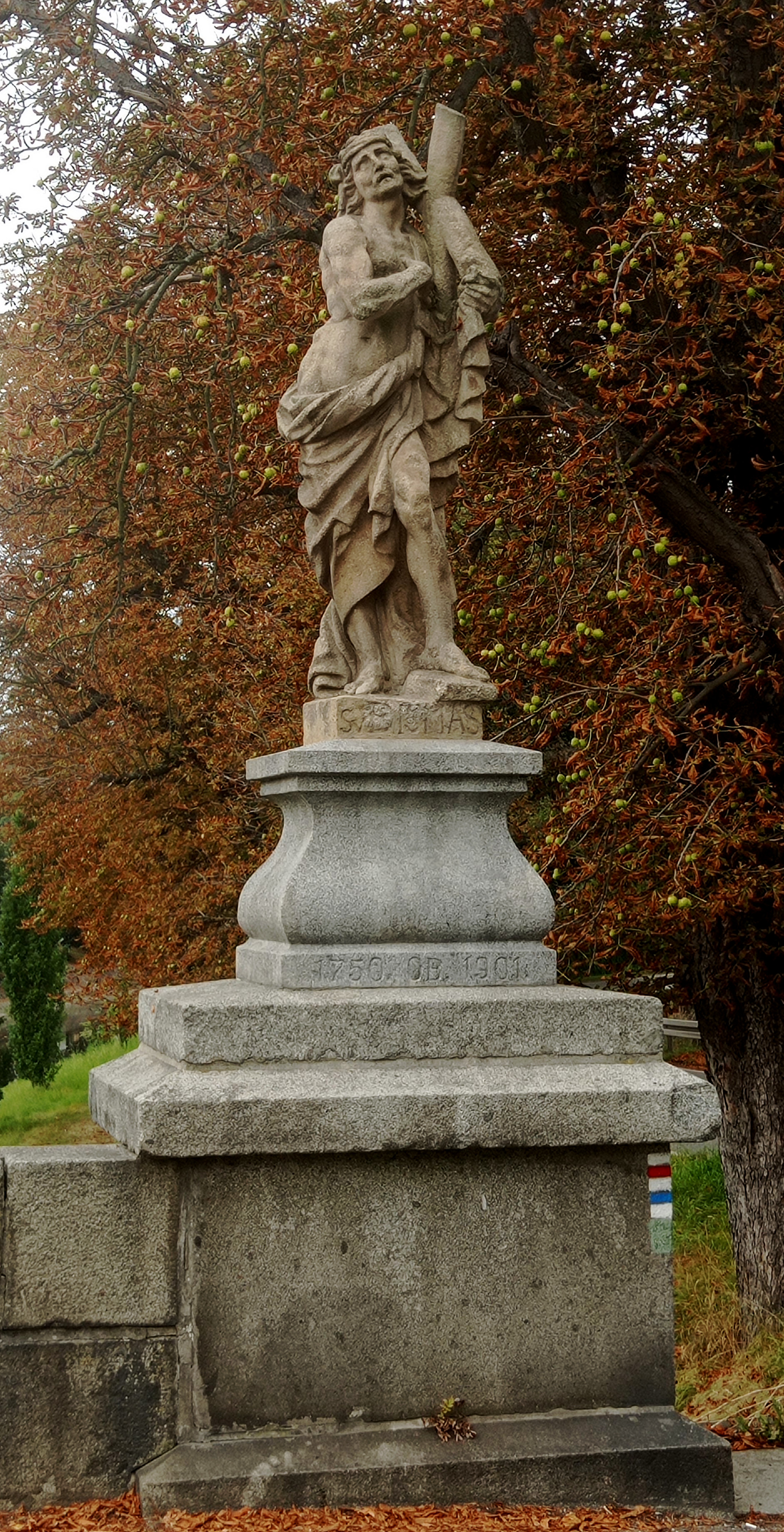
Svatý Dismas
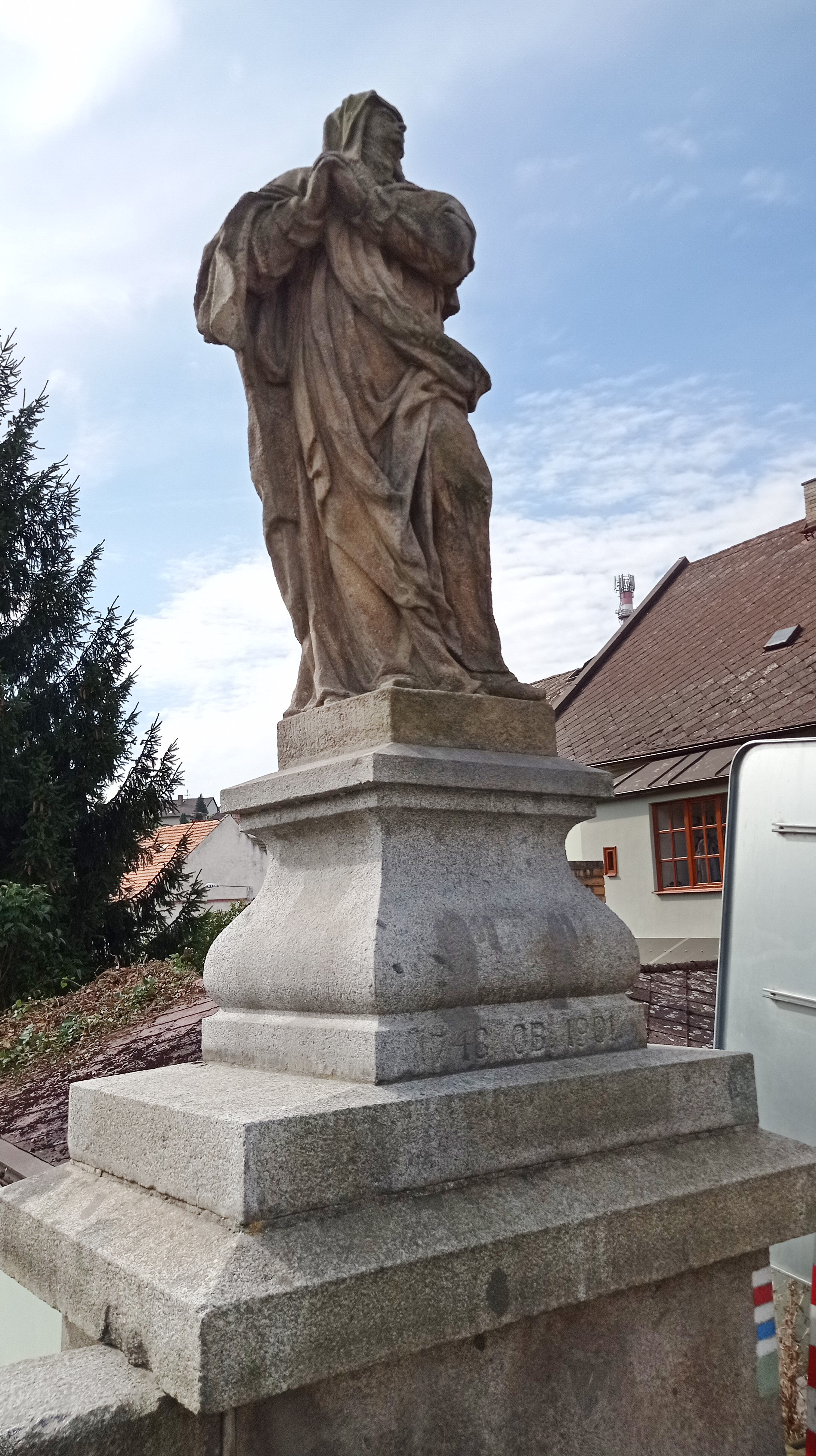
Panna Marie Bolestná
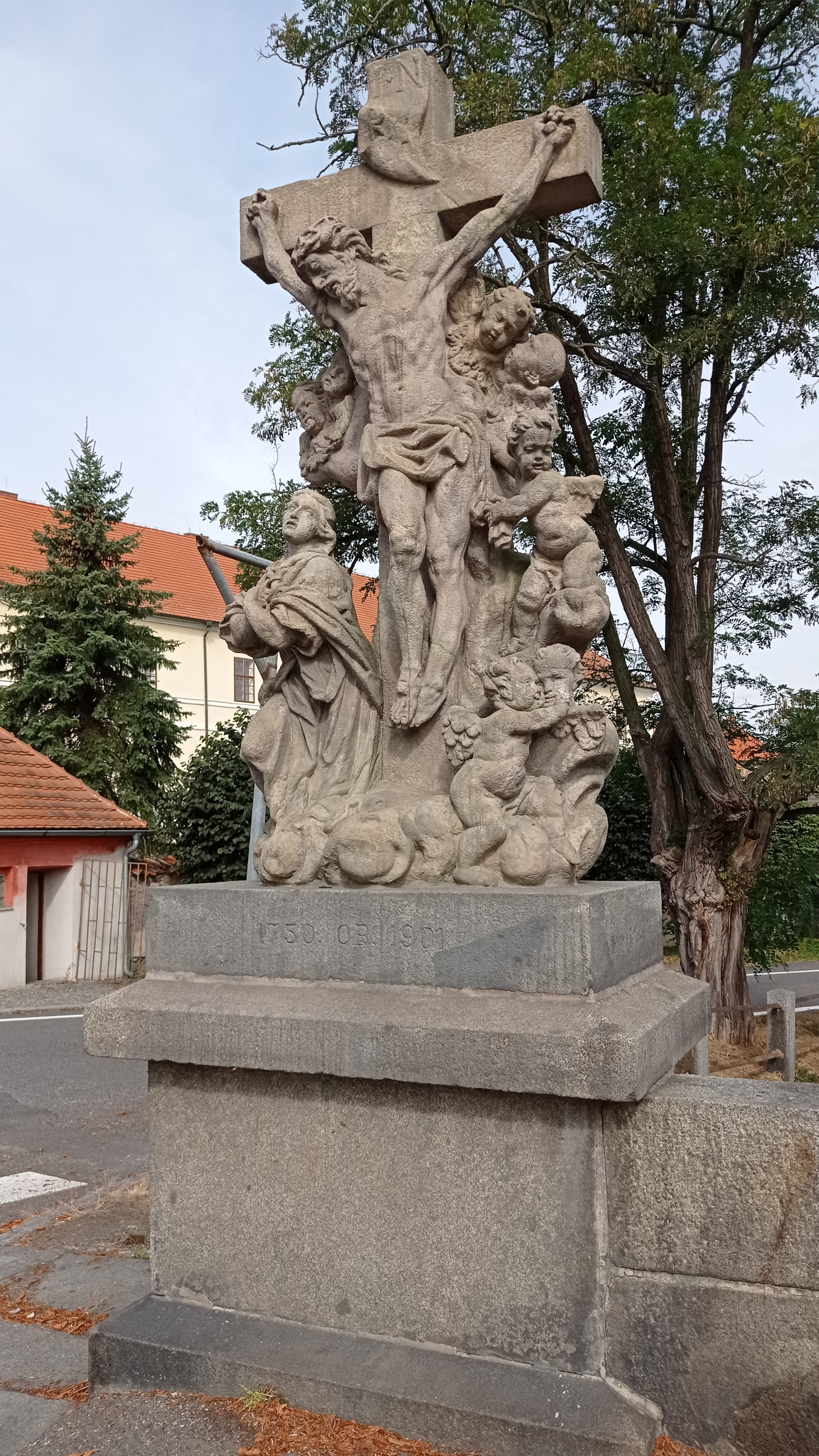
Kalvárie
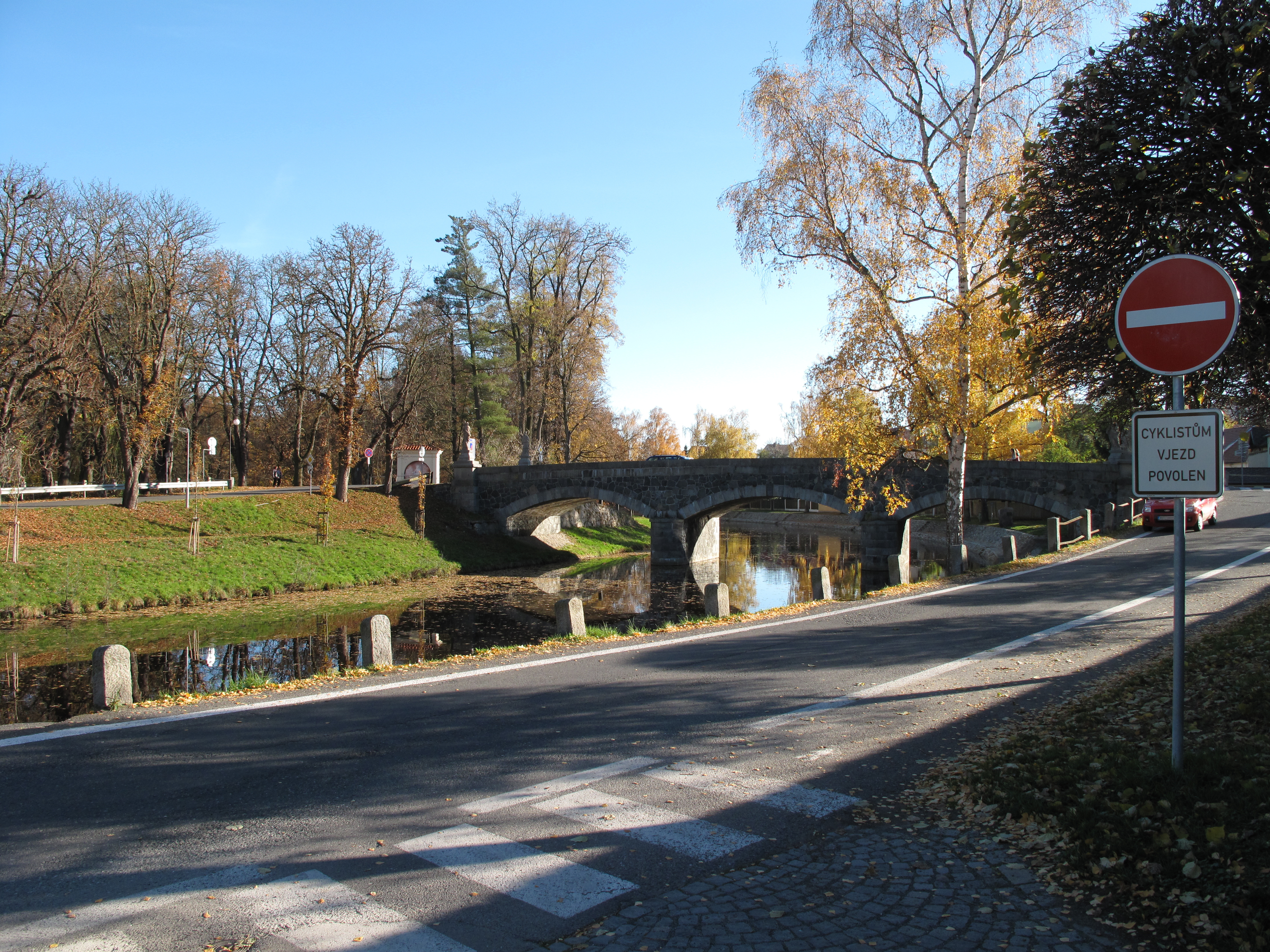
Silniční kamenný most přes Skalici